# Isla de Penang
La isla de Penang (en malayo: Pulau Pinang) está situada en la parte norte del estrecho de Malaca y forma parte del estado federado de Penang, en el noroeste de Malasia. Está conectada con la península malaya por dos puentes sobre el estrecho de Penang, cuya anchura mínima es de unos 4 km.
En el censo de 2010 contaba con 722 384 habitantes, aproximadamente el 46% de la población del estado. La principal ciudad es George Town, que se encuentra en el noreste de la isla y es una de las más pobladas de Malasia.